# مركز غرم (قيلاب)
مرکز غرم (بالفارسية: مرکزگرم) هي قرية تقع في قسم قيلاب الريفي، بمقاطعة أنديمشك التابعة لمحافظة خوزستان، إيران. يقدر عدد سكانها بـ 23 نسمة حسب الإحصاء السكاني الذي تمّ في عام 2006.